# August Froehlich
August Froehlich (ur. 26 stycznia 1891 w Królewskiej Hucie, zm. 22 czerwca 1942 w KL Dachau) – niemiecki ksiądz rzymskokatolicki, przeciwnik narodowego socjalizmu. W oczach swoich parafian uchodził za troskliwego kapłana, dobrego organizatora i nieustraszonego obrońcy chrześcijańskiej wiary przed nazizmem. W sposób bezpardonowy, nie bacząc na konsekwencje utraty wolności czy nawet życia bronił praw niemieckich katolików i godności maltretowanych polskich robotników przymusowych, za co został zamęczony przez nazistów w niemieckim obozie koncentracyjnym.

## Życiorys

### Młodość
August Froehlich urodził się w Królewskiej Hucie na Górnym Śląsku w zamożnej rodzinie handlowców Antona i Johanny. Chrzest św. przyjął w parafii św. Barbary, tam również zostali ochrzczeni i z tej parafii wywodzili się duchowni Józef Słupina i Jan Świerc – dwaj inni męczennicy czasów nazizmu.
Do szkoły elementarnej uczęszczał w Bytomiu, natomiast gimnazjum ukończył w Legnicy. W 1912 rozpoczął studia na Wydziale Teologicznym Uniwersytetu Wrocławskiego, które przerwał wybuch I wojny światowej i otrzymanie w Wigilię Bożego Narodzenia 1914 karty powołania do elitarnego 1 Pułku Grenadierów Gwardii im. Cesarza Aleksandra stacjonującego w Berlinie i organizacyjnie wchodzącego w skład pruskiego Korpusu Gwardii (niem. Gardekorps) Cesarstwa Niemieckiego. Jako student teologii młody August w berlińskich koszarach był szczególnie surowo traktowany. W młodym rekrucie pruski dryl, szykany, ciężar podstawowego szkolenia wojskowego wzbudzały wstręt. W tym okresie miał możliwość poznania stolicy Cesarstwa Niemieckiego, gdzie później pełnił posługę kapłańską. W czerwcu 1915 jako grenadier trafił na front rosyjski i 3 lipca w pierwszych bojach pod Zamościem odniósł ciężkie rany. Po rekonwalescencji został wysłany na front francuski. Wiosną 1918 został awansowany na podporucznika, ponadto został odznaczony Krzyżem Żelaznym I i II klasy. Podczas ataku lotniczego został powtórnie ranny i dostał się do angielskiej niewoli. Nie doczekał się jednak spotkania ze swoją matką, która umarła na krótko przed jego powrotem z niewoli, co dla niego było głębokim wstrząsem.
Niezachwiane powołanie do kapłaństwa spowodowało, że jesienią 1920 August Froehlich powrócił do alumnatu we Wrocławiu, dokańczając studia teologiczne. Silna wiara i morale wyniesione z rodzinnego domu towarzyszyły mu przez cały okres służby wojskowej, nie naruszając jego systemu wartości w konfrontacji z wojenną rzeczywistością i okrucieństwem. W ten sposób dawał przykład innym żołnierzom i wyróżniał się wśród nich. Niewątpliwie czas spędzony w elitarnej jednostce wojskowej, okres wojny, odniesione rany na polu bitwy zahartowały przyszłego księdza do pracy w trudnych warunkach i obrony uniwersalnych wartości przed nowo rodzącym się totalitaryzmem jakim był narodowy socjalizm.

### Kapłaństwo
19 czerwca 1921 przyjął święcenia kapłańskie z rąk kardynała Adolfa Bertrama w katedrze wrocławskiej. Neoprezbiter po swojej prymicji w rodzinnej parafii św. Barbary w Królewskiej Hucie został powołany dekretem z 1 września 1921 do pracy w berlińskiej parafii św. Edwarda w dzielnicy Neukölln. W latach 1821–1930 diecezja wrocławska obejmowała swoim zasięgiem nie tylko Śląsk, ale również Przedpomorze i Brandenburgię wraz z Berlinem, więc księża w ramach inkardynacji pełnili posługę na tak ogromnym obszarze diecezji. W 1920 w Berlinie było 400 tys. katolików skupionych w 40 parafiach.
Wikary Froehlich pełnił jeszcze posługę w następujących berlińskich parafiach pod wezwaniem:
- św. Bonifacego (1924–1928),
- Najświętszej Marii Panny w dzielnicy Spandau (1928–1929),
- św. Tomasza w dzielnicy Charlottenburg (1929–1931).

13 sierpnia 1930 na mocy papieskiej bulli Pastoralis officii nostri z wydzielonej części diecezji wrocławskiej zostaje utworzona diecezja berlińska, z którą do końca życia był już związany ks. August Froehlich.

#### Rektor kościoła św. Józefa w Berlinie-Rudow
1 kwietnia 1931 ksiądz August Froehlich został rektorem kościoła św. Józefa w dzielnicy Rudow. Po raz pierwszy styka się tutaj z agresywną propagandą narodowosocjalistyczną głoszoną przez kościelnych chórzystów. Uważa on, że tego typu działalność nazistów koliduje ze śpiewem wychwalającym Boga i w konsekwencji rozwiązuje chór za przyzwoleniem archiprezbitera Dominikusa Metznera z parafii św. Edwarda w Berlinie. Po wpłynięciu skargi dyrygenta chóru do biskupiego ordynariatu na decyzję rektora Augusta Froehlicha ks. D. Metzner wyparł się, jakoby udzielił zgody. Z powodu nadszarpniętej opinii osamotnionemu księdzu Froehlichowi pozostało tylko opuścić wspólnotę z Alt-Rudow i zwrócić się do Wikariusza Generalnego o przeniesienie na jakikolwiek wolny etat. W trudnych latach powojennych i w czasie Wielkiego Kryzysu nie zapominał o najuboższych i potrzebujących pomocy, regularnie przekazując im środki do życia ze swojej części majątku rodziców, własnych oszczędności, a nawet przywożąc z rodzinnej Królewskiej Huty żywność dla głodnych berlińczyków.

#### Rektor kościoła św. Pawła w Drawsku Pomorskim
1 lipca 1932 zostaje rektorem kościoła św. Pawła Apostoła w Drawsku Pomorskim na Pomorzu, która wówczas jest częścią nowo utworzonej diecezji berlińskiej. Pierwszy wpis Augusta Froehlicha do kroniki parafialnej w Drawsku Pomorskim brzmiał:

Przyszedłem 1 lipca 1932 na front Pana Boga do Diaspory w Drawsku na Pomorzu. Nikt nie starał się objąć tego miejsca. Przyszedłem tu zmuszony nagłą koniecznością i pocieszałem się: Komu Bóg chce okazać prawdziwą łaskę, posyła go w szeroki świat. Społeczność Drawska przyjęła mnie miło i sympatycznie.

{{Cytat}} Brakujące pola: treść. Przestarzałe pola: 1.
Wikariat drawski obejmował wówczas około 600 katolików, tylko 35 z nich mieszkało w Drawsku Pomorskim. Pozostali wierni mieszkali w promieniu 80 km, rozrzuceni po wielu małych miasteczkach, wsiach i osadach. Istniejące katolickie diaspory w Łobzie i Połczynie-Zdroju należące do dekanatu w Świdwinie, zostały przekazane do Drawska ze względu na konieczność odciążenia tamtejszego archiprezbitera, który był już w podeszłym wieku. Ks. Froehlich sprawował również nabożeństwa w Złocieńcu, Wierzchowie oraz Węgorzynie. W celu przemieszczania się po tak rozległym terenie kupił samochód marki BMW, co było nowatorskie w ówczesnym okresie. Obok sprawowania nabożeństw ks. Froehlichowi szczególnie leżało na sercu nauczanie i przygotowanie dzieci do pierwszej komunii św. Do tego dochodziła troska o wielu biednych robotników rolnych, jak również religijna opieka nad katolickimi dziećmi, wysyłanymi na wakacje na Pomorze. Chętnie podejmował się załatwienia drobnych spraw i służył innym pomocą, czym zjednał sobie sympatię również u protestanckiej części społeczności Drawskiej.
Po dojściu do władzy nazistów, na drodze pracy duszpasterskiej rektora z Drawska pojawiły się pierwsze trudności. Liczne ingerencje i przekraczanie kompetencji we wkraczaniu w kościelne życie, które podejmował narodowy socjalizm, oddziaływały w diasporze w sposób szczególny. Ponadto siła, z jaką proboszcz Froehlich zaczął budować życie religijne katolickiej wspólnoty stała się dla lokalnych nazistów z Drawska solą w oku.
Pierwszą okazję do sporów przyniosły publiczne zebrania narodowo-socjalistyczne. Podczas zebrania partyjnego w styczniu 1934 został publicznie zaatakowany. Szef okręgowej organizacji NSDAP w Drawsku Buntrock napiętnował proboszcza, mówiąc, że „pomimo osiągania dobrych dochodów nie pozostawia nic dla głodnych i marznących ludzi”. Fakt ten został odnotowany w lokalnej gazecie.
Rektor August Froehlich, jako oficjalny reprezentant katolickiego Kościoła, nie mógł tego zarzutu pozostawić bez odpowiedzi. Powołując się na konkordat, który chronił osoby duchowne w równym stopniu jak urzędników państwowych, zwrócił się pismem z 17 stycznia 1934 do Szefa okręgowej organizacji, w którym napisał:

Macie Panowie odwagę, kompromitować w tym względzie katolickiego kapłana, czy będziecie mieli również odwagę, kiedy na tym samym zebraniu przedstawię dowody na moje powyższe stwierdzenie? Jestem gotowy, aby publicznie bronić mojego honoru przed tymi samymi ludźmi.

{{Cytat}} Brakujące pola: treść. Przestarzałe pola: 1.
Pod wpływem tego materiału dowodowego, szef obwodu NSDAP ogłosił, że szef organizacji okręgowej padł ofiarą godnej pożałowania pomyłki. Potwierdził, że „proboszcz w żadnym wypadku nie uchybił obowiązkom wobec cierpiących biedę rodaków, natomiast większość swojego dochodu oddawał do dyspozycji potrzebujących”.
Miejscowi naziści zaczęli szykanować go w inny sposób, kwestionując chrześcijańskie pozdrowienia Grüss Gott (Szczęść Boże) i Gelobt sei Jesus Christus (Niech będzie pochwalony Jezus Chrystus). Dla księdza ta forma pozdrowienia była nie tylko grzecznościową formułą, ale równocześnie wyznaniem wiary, trzymał się jej tym bardziej mocno, im bardziej w życie wchodziło nowe niemieckie pozdrowienie Heil Hitler, które miało wypierać pozdrowienie chrześcijańskie.
Szefostwo grupy RAD (Służby Pracy Rzeszy) w Połczynie zażądało od ks. Froehlicha, który prowadził nabożeństwa, aby używał przepisowego i „jedynie słusznego” pozdrowienia hitlerowskiego. 23 września 1935 ks. August Froehlich w wystosowanym piśmie podał bliższe uzasadnienie dla stosowanej przez niego tylko formy chrześcijańskiego pozdrowienia, pisząc:

Mogą Państwo być pewni, że w moim wieku, 44 lat, na pewnym poziomie mojego wykształcenia i wobec miłości ojczyzny, która jest religijnym obowiązkiem każdego katolika, jestem w pełni świadomy, co dzisiaj jest przepisem i co jest oczywiste. Proszę powstrzymać się od dalszych pouczeń dotyczących tego sposobu pozdrawiania. Pozdrawiam i kończę moje listy zwrotem „Grüss Gott” z następujących powodów:
1. Przy tych dzisiaj niestety napiętych stosunkach między kościołem i państwem niektórzy na pewno pokazywaliby mnie palcami i mówili, gdybym pozdrawiał ich „Heil Hitler”: patrzcie, co za koniunkturalista! Jestem zbyt dumny, aby w ten sposób wejść do Państwa szeregów.
2. „Grüss Gott” jest dla chrześcijan, tak jak „Niech będzie pochwalony Jezus Chrystus” dla katolików, starym niemieckim pozdrowieniem i jeszcze długo nie będzie znaczyć tego samego co „Heil Moskwa”. Bóg i Chrystus mają mieć w Trzeciej Rzeszy, która według słów Führera jest chrześcijańska, właściwy wydźwięk i znaczenie. (...)
5. Tym samym pozdrowieniem kończyłem moje listy kierowane do równych Państwu i Państwa przełożonych, tak samo pozdrawiałem policję państwową w Koszalinie. Proszę więc, nie bądźcie bardziej skrupulatnymi niż inne władze i Wasi przełożeni i bardziej policyjni niż policja.
6. Zgodnie z zapisami konkordatu, tj. również ze słowem Führera, każdy katolik ma przyrzeczoną wolność religijną. Dlatego jestem dumny z sutanny – uniformu kapłana i z pozdrowienia katolickiego, tak jak Państwo jesteście dumni ze swoich mundurów i Waszego pozdrowienia. Mam co najmniej tyle samo odwagi, co Państwo, aby nosić swój uniform i głosić swoje pozdrowienia.
Jeżeli w dalszym ciągu będziecie Państwo odrzucać informacje podczas nabożeństwa, wówczas będzie to godne ubolewania i będzie działać na szkodę katolików, których praktyki religijne zostaną osłabione, a żyjemy przecież w państwie chrześcijańskim. Tę naszą korespondencję przekażę do wiadomości moim władzom biskupim, pytając równocześnie, czy powinienem zająć inne stanowisko. Szczęść Boże!

{{Cytat}} Brakujące pola: treść. Przestarzałe pola: 1.
Z tego powodu odmówiono mu możliwości przekazywania informacji podczas odprawiania nabożeństw w obozach i ośrodkach wychowawczych, a wkrótce stało się niemożliwe odprawianie tam nabożeństw. Rektor kościoła z Drawska Pomorskiego krytykował również sposoby organizacji i metody kierowania niektórymi obozami RAD. Interweniował u władz, gdy katolikom utrudniano udziału w niedzielnych mszach św. i zmuszano do udziału w ewangelickich nabożeństwach. Wręcz po ojcowsku zajmował się osobami spośród zatrudnionych w obozach, aby wzmacniać ich w wierze katolickiej i chronić przed nazistowską indoktrynacją. Pisma z zażaleniami, które wysyłał od marca do czerwca 1935 do różnych jednostek RAD, tworzyły sporą teczkę akt.
Już jego pierwsze pisma do RAD przyczyniły się do tego, że pod koniec kwietnia 1935 był przesłuchiwany przez Gestapo w Koszalinie. Na przesłuchaniu Gestapo wypytywało go:  czy to rzeczywiście jest coś złego, gdy katolicy biorą udział w nabożeństwie ewangelickim. Kuratus Froehlich odpowiedział, że złem jest to, gdy katolikom nie stwarza się warunków do spełnienia obowiązku niedzielnego uczestnictwa we mszy św. Przez przymusowy udział w nabożeństwie ewangelickim nie mogą oni spełnić w pełni swojego religijnego obowiązku. Na kolejne pytanie, czy wykona on swoją groźbę i będzie wzywał do nieposłuszeństwa, ks. Froehlich odpowiedział: gdy zdarzyło się, że katolicy z obozu w Mielenku Drawskim zostali zmuszeni do uczestnictwa w nabożeństwie ewangelickim, to interweniowałem, odmawiając posłuszeństwa. W przypadku (Złocieńca) będę również tak czynił. Wypowiedzią tą wprowadził gestapowców w osłupienie, którzy z zakłopotaniem stwierdzili:Jako proboszcz ma pan do tego prawo. Przesłuchanie w siedzibie Gestapo nie przestraszyło kuratusa, ale od tego czasu był on pod ścisłą ich obserwacją.
W Drawsku Pomorskim również ks. Froehlich znalazł czas na otwartą polemikę z redaktorami prasy nazistowskiej: Der Stürmer i Das Schwarze Korps, broniąc duchownych katolickich przed zniesławieniami i bluźnierczym przedstawieniem Najświętszego Sakramentu. Ksiądz został za to ukarany grzywną, jednak po apelacji został uniewinniony przez sąd okręgowy w Stargardzie. Podczas pobytu w Drawsku Pomorskim i tym razem nie zapomniał o biednych mieszkańcach z okolicznych miejscowości, dając im własne oszczędności i organizując w tym celu akcje charytatywne.

#### Proboszcz w Rathenow

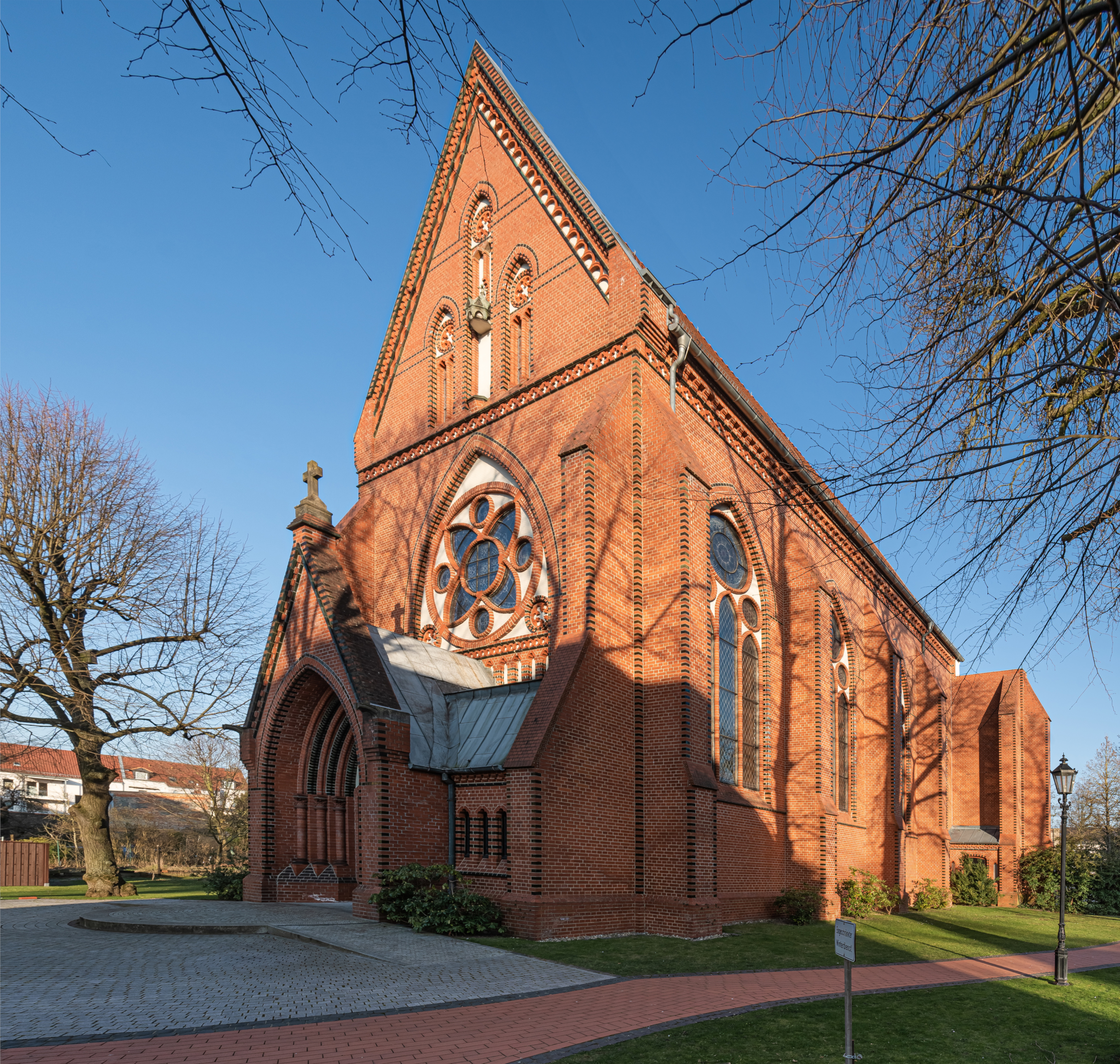
Kościół parafialny pw. św. Jerzego w Rathenow

1 lipca 1937 August Froehlich zostaje proboszczem w parafii św. Jerzego w Rathenow w powiecie Havelland. Katolicka społeczność liczyła 2000 katolików, których większość zamieszkiwała pobliskie wsie. W roku 1941 dwukrotnie w listach do dyrekcji zakładów optycznych Emila Buscha AG w Rathenow ujął się za polskimi robotnikami przymusowo zatrudnionymi w tej firmie. Dyrekcja zakładów doniosła na proboszcza Froehlicha do Gestapo, które 20 marca 1941 aresztowało go i po trzech tygodniach został za kaucją wypuszczony. Następnie wysłał list do Gestapo, w którym raz jeszcze tłumaczył swoje postępowanie, pisząc m.in.: 

Niemoralnym prawom przeciwstawiam się z biernym oporem, ponieważ chcę kochanym umrzeć niż grzeszyć.

{{Cytat}} Brakujące pola: treść. Przestarzałe pola: 1.
20 maja 1941 został powtórnie aresztowany i osadzony w więzieniu w Poczdamie.

### Pobyt w obozach koncentracyjnych
28 lipca 1941 z Poczdamu przetransportowano go kolejno do obozu koncentracyjnego w Buchenwaldzie, w kwietniu 1942 do KL Ravensbrück. Torturowany i szykanowany przez obozowych strażników w Ravensbrücku ostatecznie trafił na krótki czas do Priesterblock, specjalnego bloku dla duchownych w obozie koncentracyjnym w KL Dachau, gdzie choroby i dalsze okrutne traktowanie przez SS-manów spowodowały wyniszczenie organizmu i śmierć.

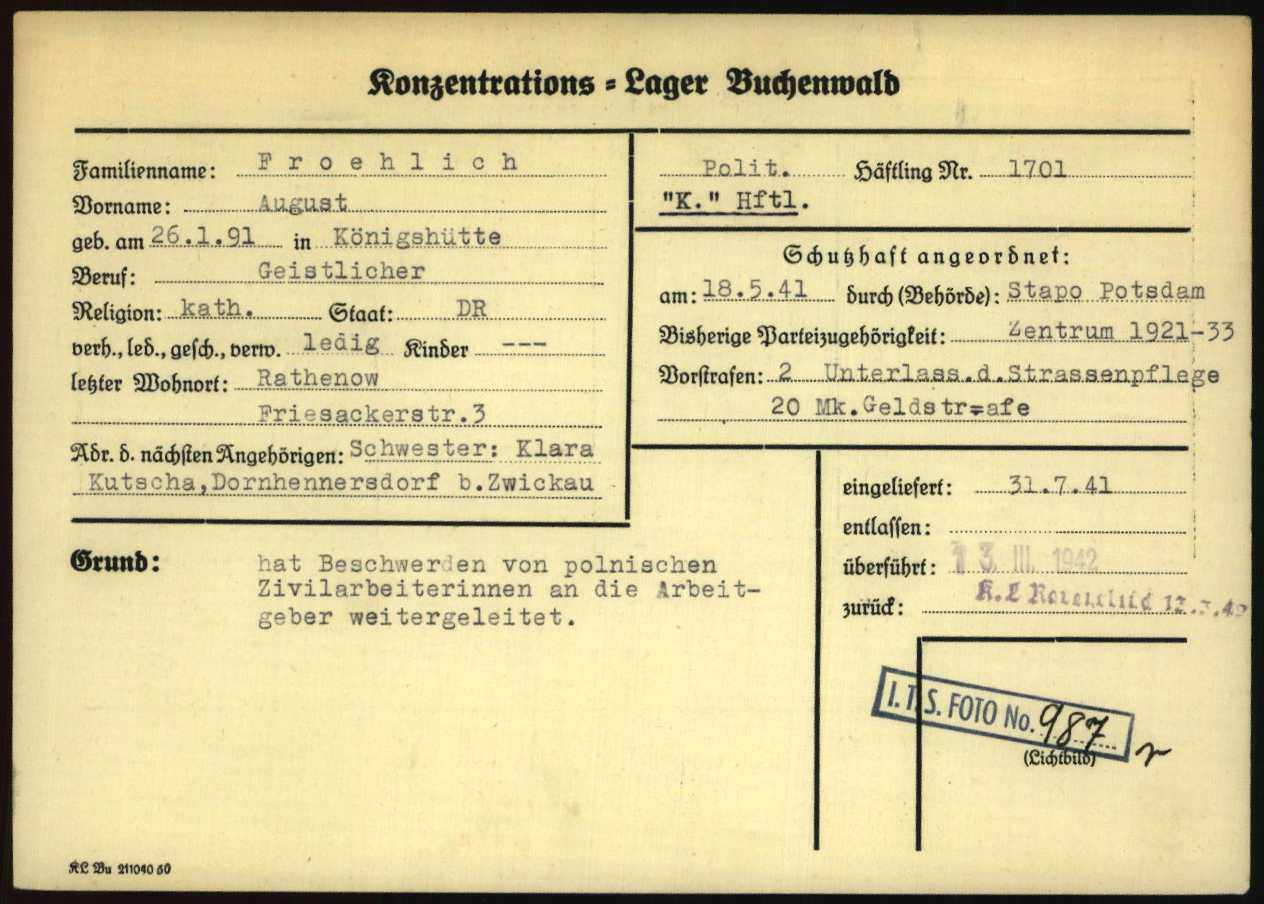
Karta rejestracyjna Augusta Froehlicha jako więźnia w nazistowskim obozie koncentracyjnym w Buchenwald. Powód („Grund”) uwięzienia: „przekazał skargi od polskich pracowników cywilnych do pracodawców”.
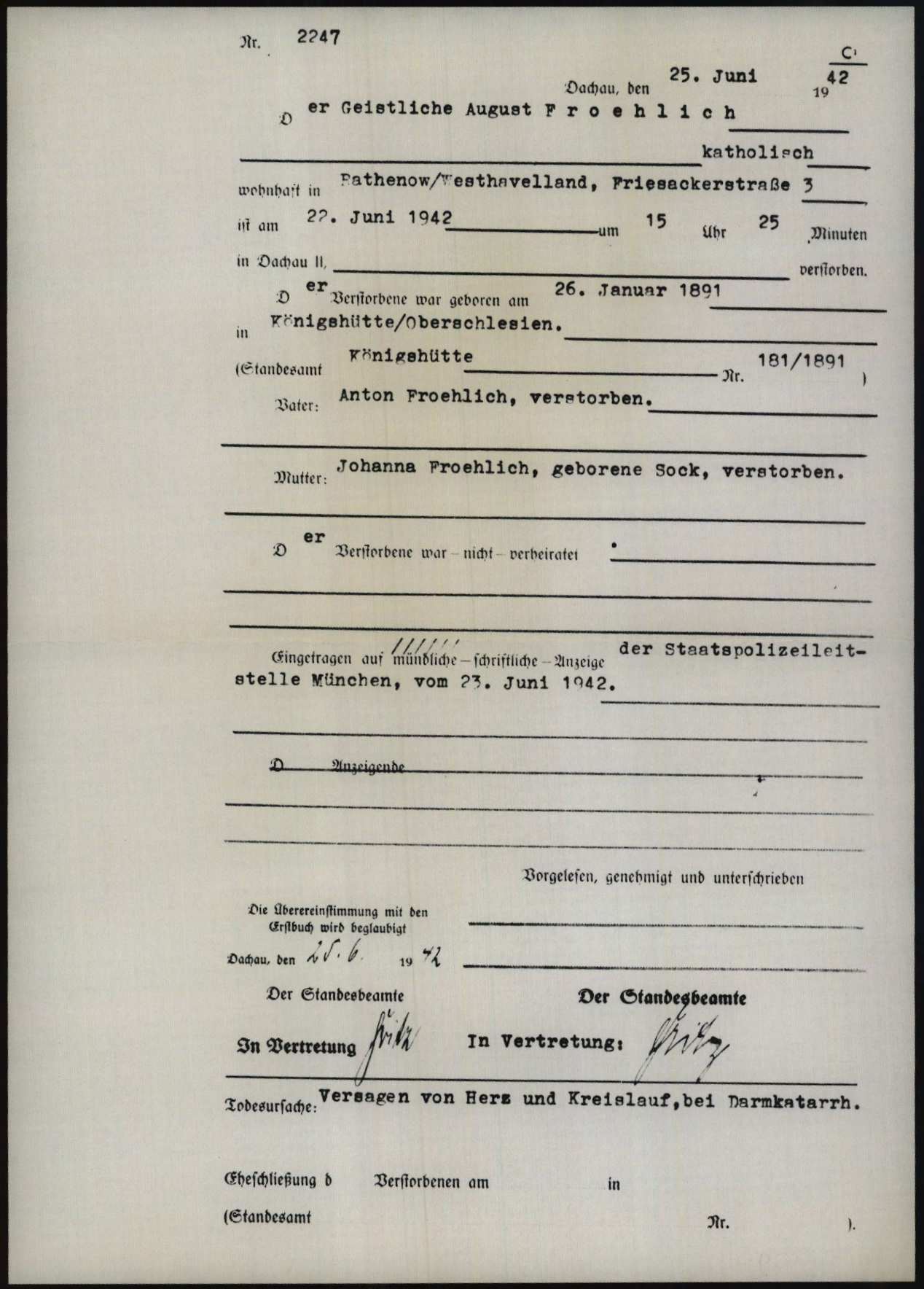
Akt zgonu (Dachau). Zgłoszona przyczyna śmierci: „Niewydolność serca i krążenia spowodowana katarem jelit”.

28 lipca 1942 został pochowany na cmentarzu St.-Matthias w Berlinie w dzielnicy Tempelhof i pomimo zakazów na jego pogrzeb przyszło wielu berlińczyków i przyjaciół. Wśród rzeczy, jakie otrzymała jego rodzina mieszkająca w okupowanym Chorzowie, była sutanna z licznymi śladami krwi.

## Upamiętnienie
- Tablica pamiątkowa w krypcie katedry św. Jadwigi Śląskiej w Berlinie-Mitte,
- Tablica pamiątkowa na budynku Centrum Katolickiej Wspólnoty przy parafii św. Józefa w Berlinie-Rudow, gdzie August Froehlich był rektorem kościoła św. Józefa w latach 1931–1932,
- 2 grudnia 1993 w kościele parafialnym św. Pawła w Drawsku Pomorskim została poświęcona i odsłonięta przez bpa Czesława Domina dwujęzyczna tablica pamiątkowa[1],
- Tablica pamiątkowa na budynku probostwa parafii św. Jerzego w Rathenow,
- 26 października 1985 ulica w berlińskiej dzielnicy Rudow została nazwana August-Froehlich-Straße[6],
- 28 sierpnia 2014 uchwałą Rady Miasta Drawska Pomorskiego skwer został nazwany placem Ks. Augusta Froehlicha, graniczy on z ulicą Dworcową, przy której znajduje się kościół św. Pawła administrowany w latach trzydziestych przez ks. Froehlicha[7],
- W 85 rocznicę święceń kapłańskich w parafii św. Józefa w Rudow[8], a w 70 rocznicę męczeńskiej śmierci w parafii św. Pawła w Drawsku Pomorskim odprawiono msze św. ze wspomnieniem postaci ks. Augusta Froehlicha[9].

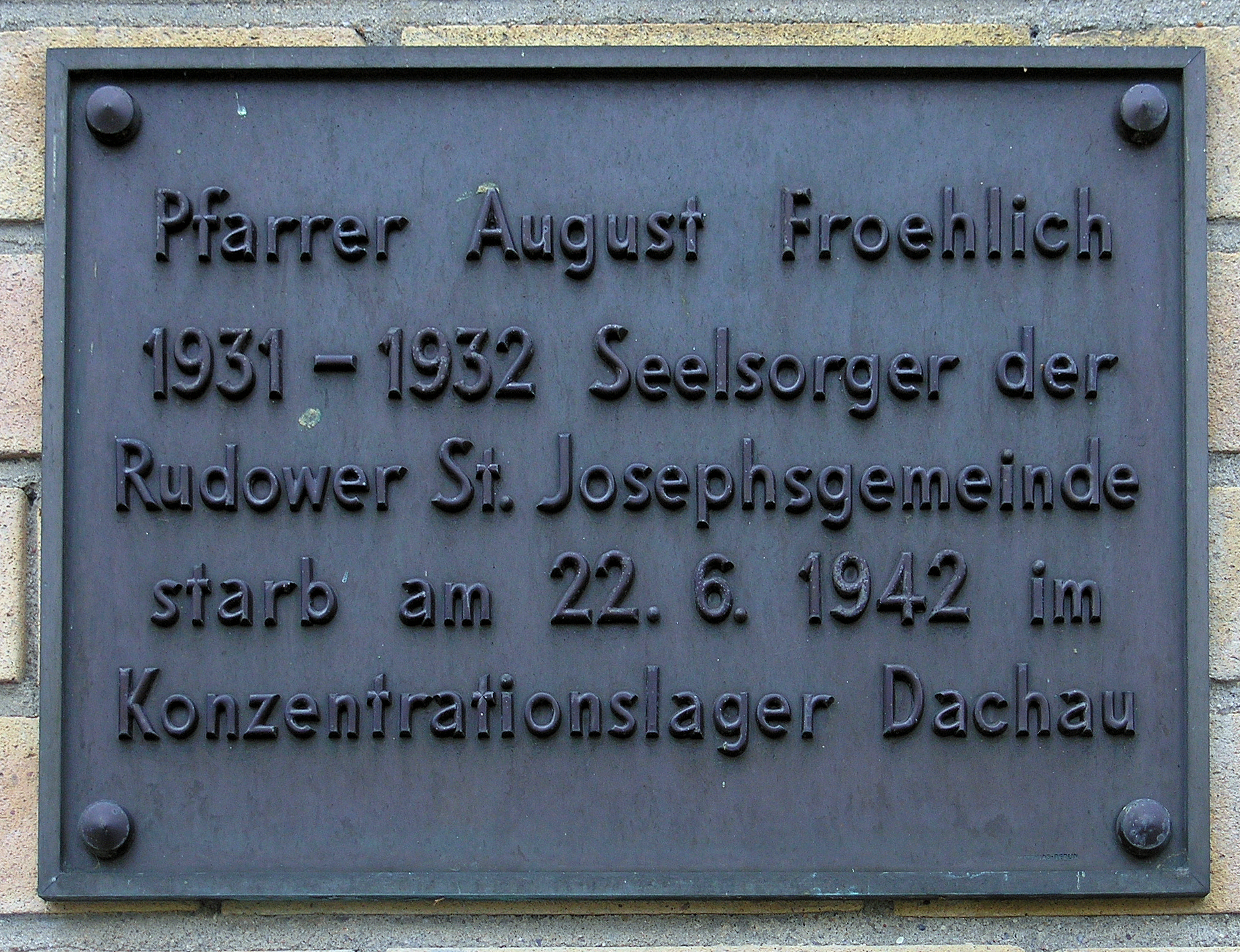
Tablica pamiątkowa na budynku Centrum Katolickiej Wspólnoty Parafii św. Józefa w Berlinie w dzielnicy Rudow
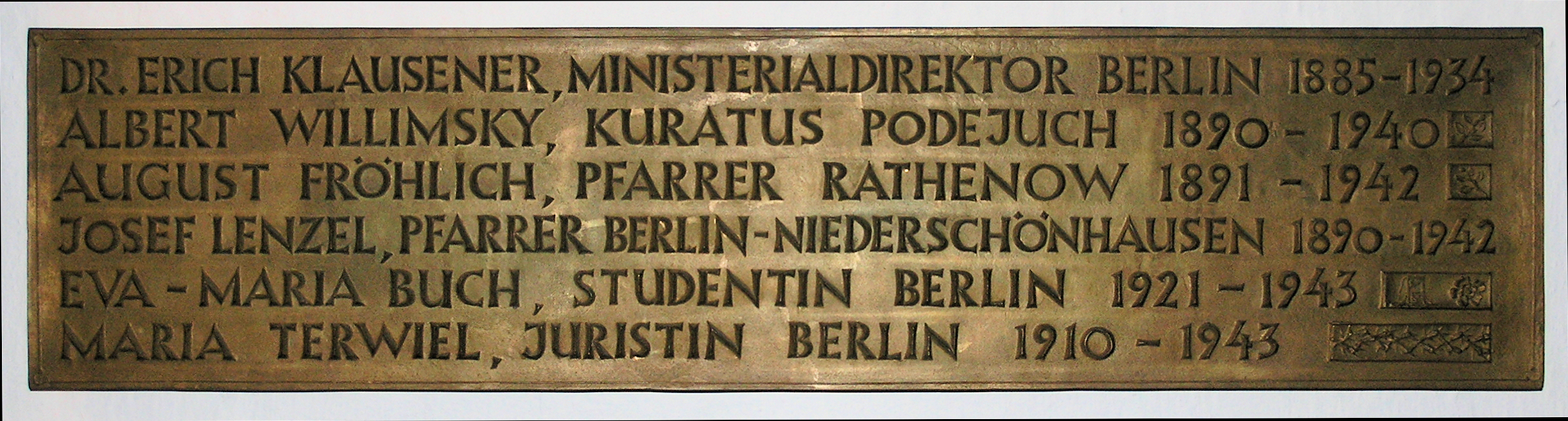
Część tablicy poświęcona pamięci katolików z archidiecezji berlińskiej zamordowanych przez nazistów, znajdująca się w katedrze św Jadwigi Śląskiej w Berlinie
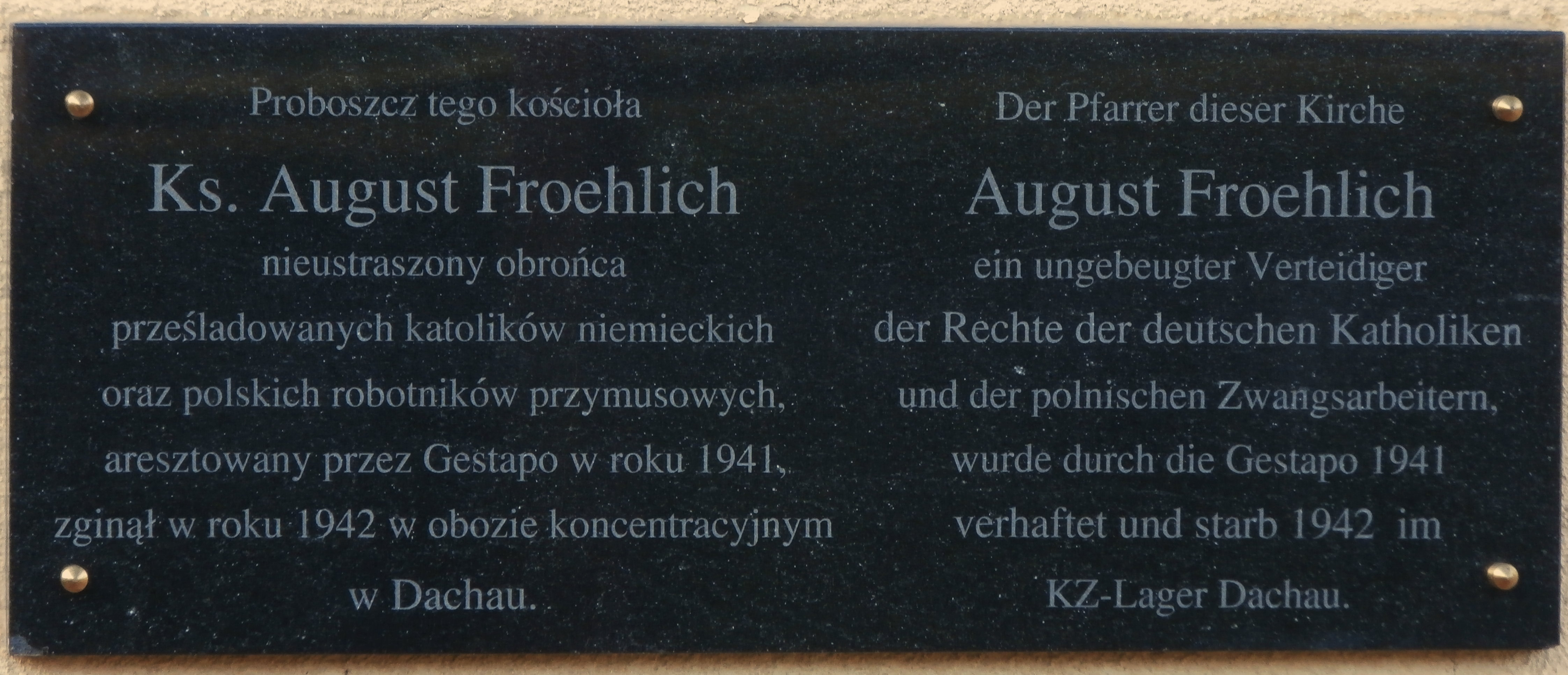
Dwujęzyczna tablica pamiątkowa na fasadzie kościoła św. Pawła w Drawsku Pomorskim